# Andreas Kapp
Andreas Kapp –conocido como Andy Kapp– (Sonthofen, 8 de diciembre de 1967) es un deportista alemán que compitió en curling. Su hermano Ulrich y su hijo Benjamin compiten en el mismo deporte.
Ganó cinco medallas en el Campeonato Mundial de Curling entre los años 1994 y 2007, una medalla de plata en el Campeonato Mundial de Curling Mixto de 2019 y tres medallas en el Campeonato Europeo de Curling entre los años 1992 y 2008.
Participó en tres Juegos Olímpicos de Invierno, ocupando el octavo lugar en Nagano 1998, el octavo en Turín 2006 y el sexto en Vancouver 2010.

## Palmarés internacional
| Campeonato Mundial       | Campeonato Mundial     | Campeonato Mundial | Campeonato Mundial |
| Año                      | Lugar                  | Medalla            | Prueba             |
| ------------------------ | ---------------------- | ------------------ | ------------------ |
| 1994                     | Oberstdorf (Alemania)  | Medalla de bronce  | Equipo             |
| 1995                     | Brandon (Canadá)       | Medalla de bronce  | Equipo             |
| 1997                     | Berna (Suiza)          | Medalla de plata   | Equipo             |
| 2005                     | Victoria (Canadá)      | Medalla de bronce  | Equipo             |
| 2007                     | Edmonton (Canadá)      | Medalla de plata   | Equipo             |
| Campeonato Mundial Mixto |                        |                    |                    |
| Año                      | Lugar                  | Medalla            | Prueba             |
| 2019                     | Aberdeen (Reino Unido) | Medalla de plata   | Mixto              |
| Campeonato Europeo       |                        |                    |                    |
| Año                      | Lugar                  | Medalla            | Prueba             |
| 1992                     | Perth (Reino Unido)    | Medalla de oro     | Equipo             |
| 1997                     | Füssen (Alemania)      | Medalla de oro     | Equipo             |
| 2008                     | Örnsköldsvik (Suecia)  | Medalla de bronce  | Equipo             |